# Images (2e série)
Pour les articles homonymes, voir Images (Debussy).
Images (2e série) est un recueil de trois pièces pour piano de Claude Debussy composées en 1907.

## Présentation
Les Images (2e série) sont datées d'octobre 1907 et sont publiées par Durand en 1908, s'inscrivant après une première série éditée en 1905. Elles consistent en un ensemble de trois pièces, Cloches à travers les feuilles, Et la lune descend sur le temple qui fut et Poissons d'or.
Le cahier est créé le 21 février 1908 au Cercle musical, à Paris, par Ricardo Viñes,.
Les trois pièces constituant le recueil sont respectivement dédiées à Alexandre Charpentier, Louis Laloy et Ricardo Viñes.
Les titres des œuvres étaient déjà mentionnés dans le contrat général des Images, signé par Debussy avec Durand le 8 juillet 1903. Pour Louis Laloy, le titre de la seconde image est « de style chinois », et celui de la troisième se réfère à un panneau de laque noire représentant des poissons de nacre et d'or qui était dans le bureau du compositeur (aujourd'hui conservé au musée Claude-Debussy de Saint-Germain-en-Laye).
La notation musicale des trois pièces est étagée sur trois portées, « plus apte à traduire la spatialisation extrême de ses registres, et le contrepoint subtil, sous-entendu par cette musique délicate et ruisselante ».

## Structure
Les Images comprennent trois mouvements :
1. Cloches à travers les feuilles : en sol mineur, Lent, à 
[2] ;
2. Et la lune descend sur le temple qui fut : Lent (doux et sans rigueur), à 
, en mi mineur[3],[4], mais la « vraie tonique mélodique est bien le si (dominante)[5] » ;
3. Poissons d'or : Animé, à 
, en fa dièse majeur[3],[6].

La durée d'exécution moyenne du triptyque est de quatorze minutes environ.
Dans le catalogue des œuvres du compositeur établi par le musicologue François Lesure, Images (2e série) porte le numéro L 120 (111).

## Analyse et commentaires
Pour Guy Sacre, « cette nouvelle série, séparée de la première par la composition de La Mer, en reprend le contenu en quelque sorte, puisqu'une pièce lente, introspective et tournée vers le passé y tient le milieu entre une évocation de nature et un morceau voué aux caprices du rythme. Plus subtile que la précédente, plus accomplie, plus riche (et nécessitant une disposition sur trois portées), elle n'a pas eu la même fortune ».

### Cloches à travers les feuilles
La première image du recueil, Cloches à travers les feuilles, est selon Louis Laloy inspirée d'une ancienne coutume de la campagne jurassienne qu'il avait relatée au compositeur : « le glas qui sonne depuis les vêpres de la Toussaint jusqu'à la Messe des Morts, traversant de village en village les forêts jaunissantes dans le silence du soir »,.
Une atmosphère d'automne domine. Pour Sacre, c'est « la plus belle des six Images », mais elle « demeure la moins connue du public ».
Dans la partition, « Debussy explore avec gourmandise les résonances les plus complexes d'harmonies d'abord générées par l'égrènement diaphane de gammes par tons ; les couches temporelles se superposent progressivement, dans un sentiment de temps suspendu, étiré, qui évoque, plus que le Jura, quelque Orient chimérique ».
Harry Halbreich note que c'est à propos de cette pièce que Debussy utilise le terme de « chimie harmonique ». Le musicologue relève, après un début construit sur la gamme par tons et à la « richesse rythmique absolument unique », une deuxième section, où la couleur change et « la grisaille devient « comme une buée irisée » (Debussy) », conformément aux indications de la partition. L'épisode suivant, « un peu animé et plus clair », voit le « soleil [qui] perce à travers le feuillage, en un mi majeur éclatant, rehaussé encore de la quarte lydienne ». Ensuite, la brève reprise du début « se déroule sur un fond de triolets formant un carillon obstiné, après quoi la coda désintègre le second thème et meurt tristement sur un accord vespéral de sol mineur ».
À ce propos, Vladimir Jankélévitch, souligne que « la même « fatigue amoureuse », la même dépression inclinent les notes vers la fondamentale à la fin de l'« Image » pour piano, Cloches à travers les feuilles, qui est un Prélude avant la lettre ». Le philosophe et musicographe voit la pièce dans son ensemble comme un « poème des notes erratiques tamisées et comme filtrées goutte à goutte par l'épaisseur des feuillages. On dirait que Cloches à travers les feuilles fait écho, cinq ou six ans plus tard, à la scène du troisième acte où Pelléas salue les cloches de midi portées par le vent et respire l'odeur des petites feuilles vertes et des roses mouillées ».
Selon Marguerite Long, dans Cloches à travers les feuilles, « deux forces éparses sont en présence : le bronze que nous sentons gronder dans les grosses cordes du piano, et une jungle harmonique, insondable à souhaits. Par sa rumeur en écho de gamme chinoise, Sol-fa-mi bémol-ré bémol-do bémol, cette puissance mystérieuse nous ramène en plein Extrême-Orient.»
A l'instar de Pagodes, on peut également noter ici une influence de la musique javanaise, en particulier du gamelan. La superposition de différentes couches autonomes au début de la pièce ou le travail de contrepoint à des vitesses différentes (mes. 41) en sont des exemples.

### Et la lune descend sur le temple qui fut

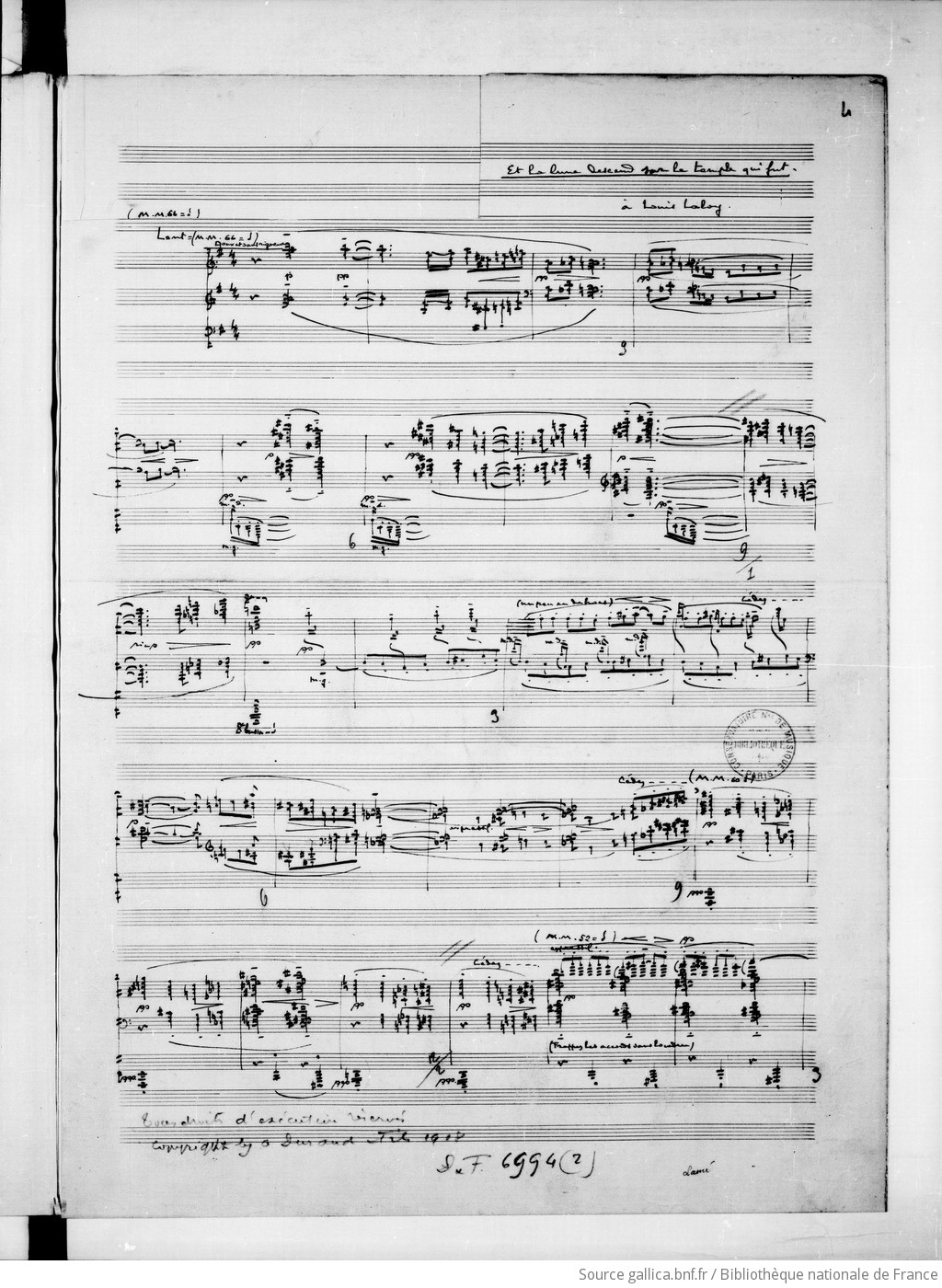
Première page du manuscrit autographe dEt la lune descend sur le temple qui fut.

Le titre de la deuxième image du cahier, Et la lune descend sur le temple qui fut, est un « bel alexandrin, d'une préciosité toute mallarméenne ».
Pour Halbreich, « malgré sa brièveté et son homophonie, c'est l'une des structures formelles les plus complexes de Debussy, et l'on peut y distinguer non moins de onze sections et trois thèmes principaux ». Le musicologue souligne de surcroît que la partition est « l'une des inspirations poétiques les plus émouvantes de son auteur ».
La pièce est « d'inspiration exotique, plus précisément orientale, et lunaire à la fois », montrant le compositeur « sous son jour méconnu de génial mélodiste ».
Pour Éric Lebrun, l'image « semble un étrange postlude irisé de la Chute de la Maison Usher. Même présence de la lune au-dessus de l'édifice passé, même obsession de la note pédale si. Entièrement mélodique et modale, elle cache sous une apparente simplicité qui peut faire penser à Satie une certaine complexité formelle ». Guy Sacre y relève les « suites de quintes piquées de secondes inclémentes, hiératiques processions d'accords parfaits, ou encore cet admirable contrepoint de deux mélodies (mes. 12-15), dont l'une, avec son mode pentatonique et ses ornements cristallins, évoque le gamelan, et l'autre, avec ses triolets nostalgiques et sa couleur dorienne, la flûte d'un pâtre de Théocrite ».  
Pour Alfred Cortot, « le sentiment en est simple et pénétrant et s'accorde à la beauté méditative d'un site lentement composé par le temps, qui poursuit dans la nuit vaporeuse le rêve silencieux de ses ruines ».

### Poissons d'or

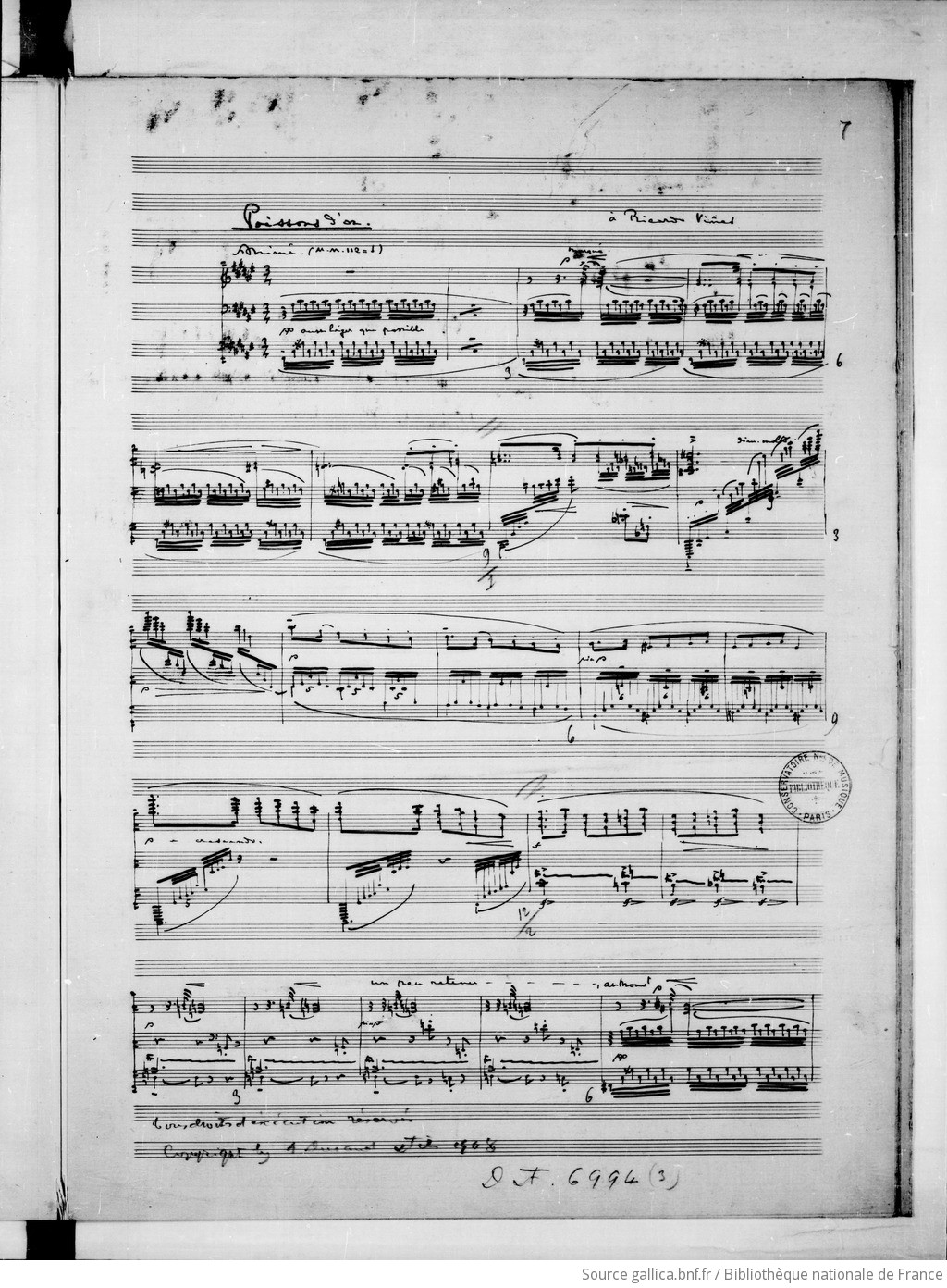
Première page du manuscrit autographe de Poissons d'or.

La troisième image, dédiée à Ricardo Viñes, est un « étincelant scherzo pianistique, digne de son dédicataire en son étourdissante virtuosité ».
Pour Vladimir Jankélévitch, le fa dièse majeur du mouvement, « fulgurant, électrique et rutilant semble projeter des gerbes d'étincelles sur les touches noires, parmi les trilles et les trémolos ».
Alfred Cortot se représente ces Poissons d'or qui, « dans le frissonnement d'eau courante d'une virtuosité vive et claire, mettent la fuite étincelante d'une lueur, — un reflet, puis un autre, — vie frémissante et capricieuse, qui se dérobe et bondit, captée par le sortilège de la musique ». Jankélévitch relève que la pièce « évoque non pas tant le poudroiement d'une poussière d'or que les zigzags capricieux et les crochets imprévisibles des poissons électrisés par le tropisme de la lumière ».
Pour Halbreich, la partition rappelle L'Isle joyeuse, « autre pièce aquatique, vive et mobile », mais dans des teintes évoquant plutôt les « féeries lumineuses sur fond de nuit d'un Paul Klee ». Côté formel, « on peut reconnaître sept sections, en progression d'éclat et d'agilité pianistique depuis l'Animé initial, — bien que les dernières mesures soient inopinément retenues, le morceau s'éteignant en pianissimo ».
Pour Éric Lebrun, « éblouissante de virtuosité, surgissement d'une matière sonore étincelante, cette pièce mythique s'ouvre par une harmonie artificiellement ambiguë (majeure/mineure) pour se conclure, comme le Mouvement du premier cahier, dans un chuchotement crépusculaire qui renoue avec cette même dualité ».

## Discographie
- Debussy : Piano works Vol. 3, François-Joël Thiollier (piano), Naxos 8.553292, 1996[19].
- Debussy : Complete Works for Piano, Volume 4, Jean-Efflam Bavouzet (piano), Chandos Records CHAN  10497, 2008[20].
- Debussy : The Solo Piano Works, Noriko Ogawa (piano), BIS Records CD 1955/56, 2012[21].
- Debussy (avec L’Isle joyeuse, Estampes, Children’s Corner, Masques, D'un cahier d'esquisses), Steven Osborne (piano), Hyperion Records CDA 68161, 2017[22].
- Claude Debussy : The complete works, CD 2, Pierre-Laurent Aimard (piano), Warner Classics, 2018[23].